# Sinus Iridum
Sinus Iridum (Bahía del Arco Iris), es la más espectacular y bella bahía de la Luna, visible incluso con prismáticos. Se encuentra ubicada al noroeste del Mare Imbrium.
Se trata de un cráter de impacto de 250 km de diámetro, el cual habría perdido su pared sureste, formando la bahía. Su interior es fundamentalmente llano, compuesto de lava basáltica, con numerosos cráteres de muy pequeño tamaño, así como una serie de crestas (dorsa), probablemente debidas a la compresión de los flujos de lava durante los últimos estadios de enfriamiento.
En el borde exterior del cráter se encuentran los Montes Jura, formando un semianillo de unos 400 km de longitud, constituidos por restos de la muralla inicial. Están compuestos por varias líneas de cumbres paralelas y concéntricas de 30 km de anchura, presentando picos que se elevan hasta 4000 m de altitud. En el extremo oriental de la cordillera se encuentra el Promontorio Laplace, de 2500 m de altitud y en el extremo occidental se sitúa el Promontorio Heraclides, de 1700 m de altitud. En el centro de la cordillera se encuentra el cráter Bianchini, de 40 km de diámetro y una profundidad de 3000 m.

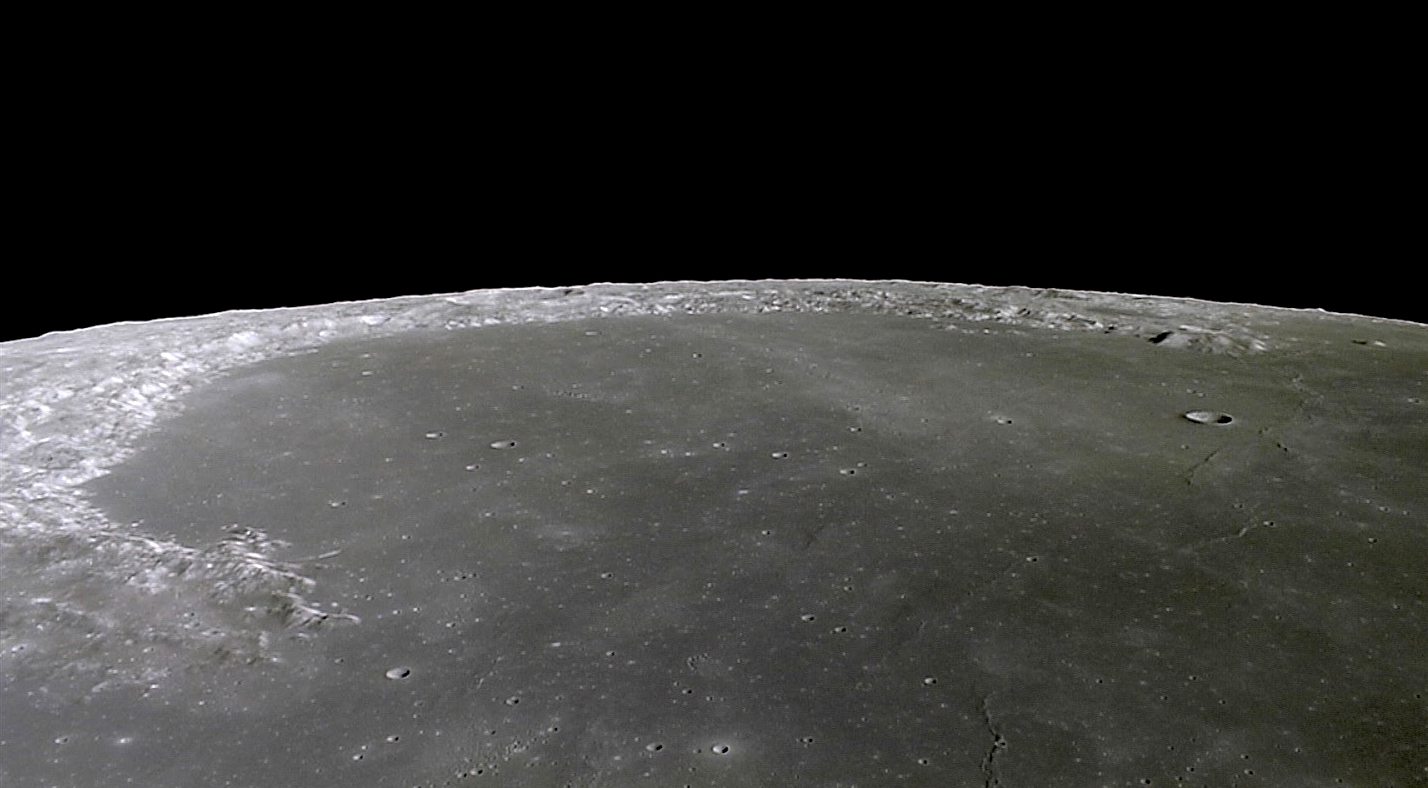
Sinus Iridum

Se cree, que después de que se formó el cráter de Sinus Iridum un impacto mucho más grande formó el cráter donde actualmente está el Mare Imbrium. Este último impacto seguramente destruyó la mitad del cráter original de Sinus Iridum. Posteriormente la lava debió de empezar a llenar el cráter del Mare Imbrium y después el Sinus Iridum, formando la bahía. Esta hipótesis parece quedar corroborada por el hecho de que la bahía se encuentra situada 600 m bajo el nivel del Mare Imbrium, como si la lava hubiera tenido dificultades para rellenarlo por completo.
Contrariamente a esta teoría hay quienes piensan que el cráter de Sinus Iridum es posterior a la formación del Mare Imbrium, pero anterior a las inundaciones de lava que sepultaron la pared sureste de la bahía. La diferencia de altura entre la pared norte y la sureste, no visible, podría indicar que el impacto no fue perpendicular.
El nombre de Sinus Iridum fue puesto por Giovanni Riccioli en 1651, el astrónomo Langrenus le puso el nombre de Sinus Geometricus y Hevelius lo bautizó como Sinus Apollinis. El nombre de Sinus Iridum fue aprobado por la Unión Astronómica Internacional en 1935.